# Rhaucus florezi
Rhaucus florezi is een hooiwagen uit de familie Cosmetidae. De originele naamcombinatie (protoniem) was Rhaucus florezi García & Kury, 2017.